# Яшков, Антон Петрович
Анто́н Петро́вич Яшко́в (укр. Антон Петрович Яшков; 30 января 1992, Белозёрское) — украинский футболист, вратарь клуба «Кудровка».

## Клубная карьера
Воспитанник донецких футбольных школ, в том числе академий «Шахтёра» и «Металлурга». Профессиональную карьеру начал в «Металлурге», однако в основном составе не играл. В 2012—2013 годах находился в аренде в ужгородской «Говерле», проведя один матч в Первой лиге Украины.
Позднее выступал за «Буковину», «Колос», с которым прошёл путь от Второй лиги до УПЛ, а также за «Полесье» и «Звягель». В Премьер-лиге дебютировал за «Колос» 30 июля 2019 года в матче против «Мариуполя».
Летом 2024 года перешёл в «Кудровку», где быстро стал основным вратарём. В ноябре 2024 года признан лучшим игроком месяца Первой лиги Украины.